# 山ノ内町立東小学校
山ノ内町立東小学校（やまのうちちょうりつ ひがししょうがっこう）は、長野県下高井郡山ノ内町平穏にある公立小学校。

## 沿革
- 1955年（昭和30年） - 現在の校名に改められる。
- 1970年（昭和45年） - 作詞・龍野咲人、作曲・中田喜直で校歌制定。

## 周辺
- ごりん高原スキー場
- 長野電鉄湯田中駅
- 長野県道478号湯田中停車場線

## 著名な出身者
- 髙相みな実 - バレーボール選手（PFUブルーキャッツ所属）
- 平澤岳 - 元アルペンスキー選手・政治家